# Arborimus pomo
Arborimus pomo là một loài động vật có vú trong họ Cricetidae, bộ Gặm nhấm. Loài này được Johnson & George mô tả năm 1991.